# Protokollarische Rangordnung in Österreich
Die Republik Österreich pflegt folgende protokollarische Rangordnung:
1. Bundespräsident (Staatsoberhaupt)
2. Kardinal (höchster Repräsentant der katholischen Kirche in Österreich) K
3. Bundeskanzler (Regierungschef)
4. Präsidenten des Nationalrates (Parlamentssprecher) N
5. Kommissionspräsident der EU E
6. Vizekanzler
7. Ehemalige Bundespräsidenten
8. Bundesminister (Regierungsmitglieder des Bundes)
9. Kommissar der EU E
10. Präsident des Bundesrates (Sprecher der zweiten Parlamentskammer)
11. Präsidenten eines Höchstgerichtes (dzt: Oberster Gerichtshof, Verfassungsgerichtshof, Verwaltungsgerichtshof)
12. Präsident des Rechnungshofes
13. Ehemalige Bundeskanzler
14. Metropoliten der katholischen Kirche (Oberhäupter der Kirchenprovinzen) K
15. Landeshauptleute (Oberhäupter und Regierungschefs der Bundesländer)
16. Präsidenten der Landtage (Sprecher der Landesparlamente)
17. Diözesanbischöfe (Oberhäupter einer Diözese)
18. Landeshauptmannstellvertreter
19. Landesräte (Regierungsmitglieder der Länder)
20. Bürgermeister der Landeshauptstädte

Anmerkungen:

Der Miteinbezug der katholischen Würdenträger beruht auf der langen Verbindung mit dem Heiligen Stuhl, zuletzt geregelt im Konkordat 1934. K Die Ränge der Exekutiv-Vertreter der Europäischen Union begründen sich im EU-Beitritt Österreichs 1995. E Das Zeremoniell bezüglich anderer ausländischer Honoratioren regelt das Wiener Übereinkommen über diplomatische Beziehungen (BGBl. Nr. 66/1966).
K Kardinal ist derzeit der Erzbischof von Wien; Katholische Kirche in Österreich als österreichische Institution, der päpstliche Nuntius (Botschafter) gilt als ausländischer Diplomat; Metropoliten sind die beiden Erzbischöfe Österreichs.
E Diese Reihenfolge weicht vom Rang-Zeremoniell der EU ab.
N Der Nationalratspräsident als Vertreter des Souveräns des Staates (der direkt gewählten Volksvertretung) wird in Österreich im parlamentarisch-demokratischen Verständnis traditionell als „zweithöchstes Amt im Staat“ angesehen.
Bei Veranstaltungen diverser Behörden und Organisationen werden individuelle Begrüßungslisten erstellt.